# Christmas Drag
Christmas Drag é o segundo EP da banda americana I Don't Know How But They Found Me. Sendo lançado dia 15 de novembro de 2019 pela Fearless Records, o EP possui uma temática natalina 

## Faixas do álbum
| N.º            | Título                      | Duração |  |
| 1.             | "Christmas Drag"            | 4:20    |  |
| 2.             | "Merry Christmas Everybody" | 3:25    |  |
| 3.             | "Oh Noel"                   | 3:42    |  |
| Duração total: | Duração total:              | 11:27   |  |

## Equipe e colaboradores
Banda:
- Dallon Weekes - vocalista, baixista, guitarrista, tecladista.
- Ryan Seamen - baterista, percussão, vocais de apoio.